# Ferrari 330LMB

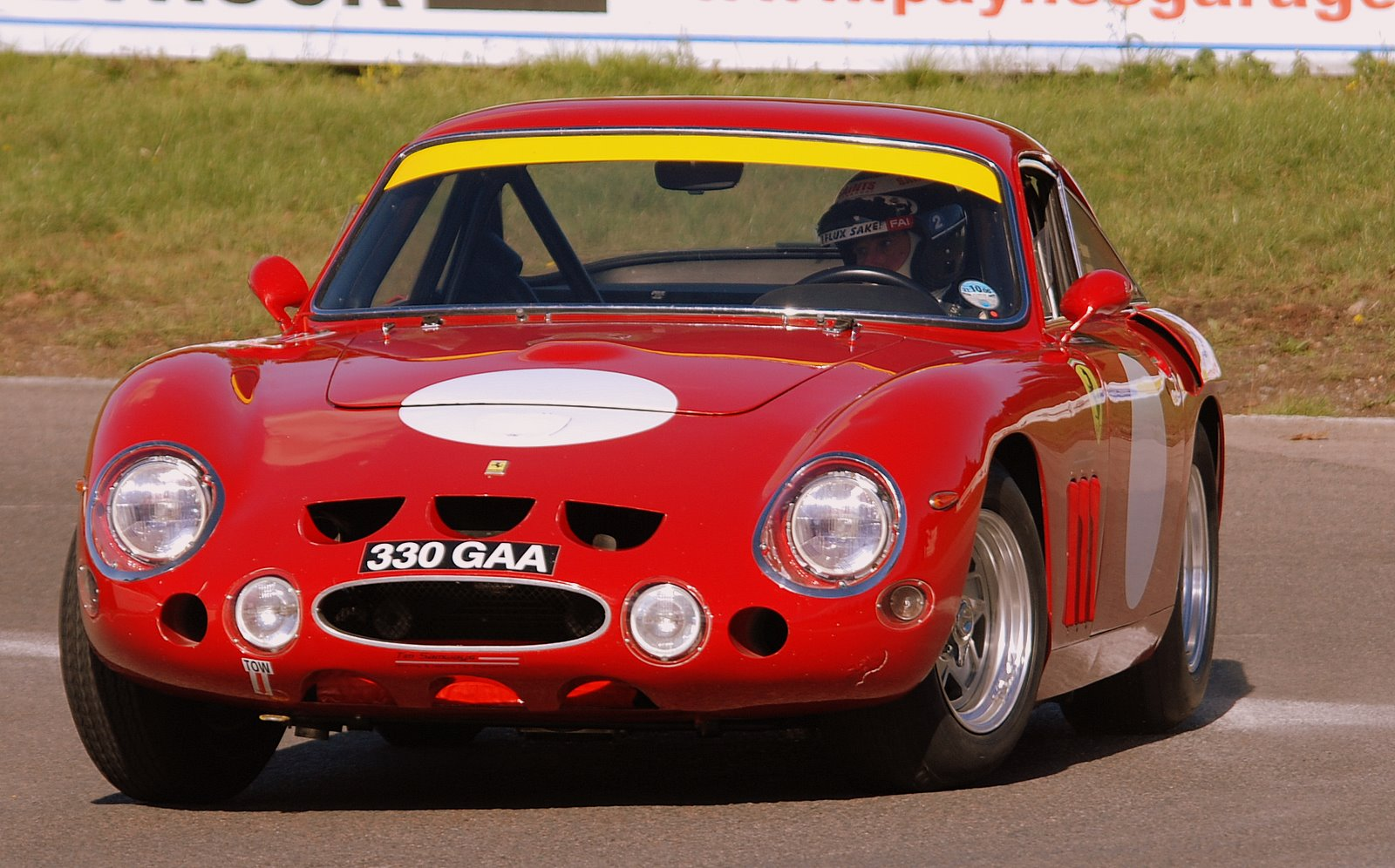
Der ehemalige Maranello-Concessionaires-Ferrari-330LMB mit der Fahrgestellnummer 4725SA 2007 im Mallory Park

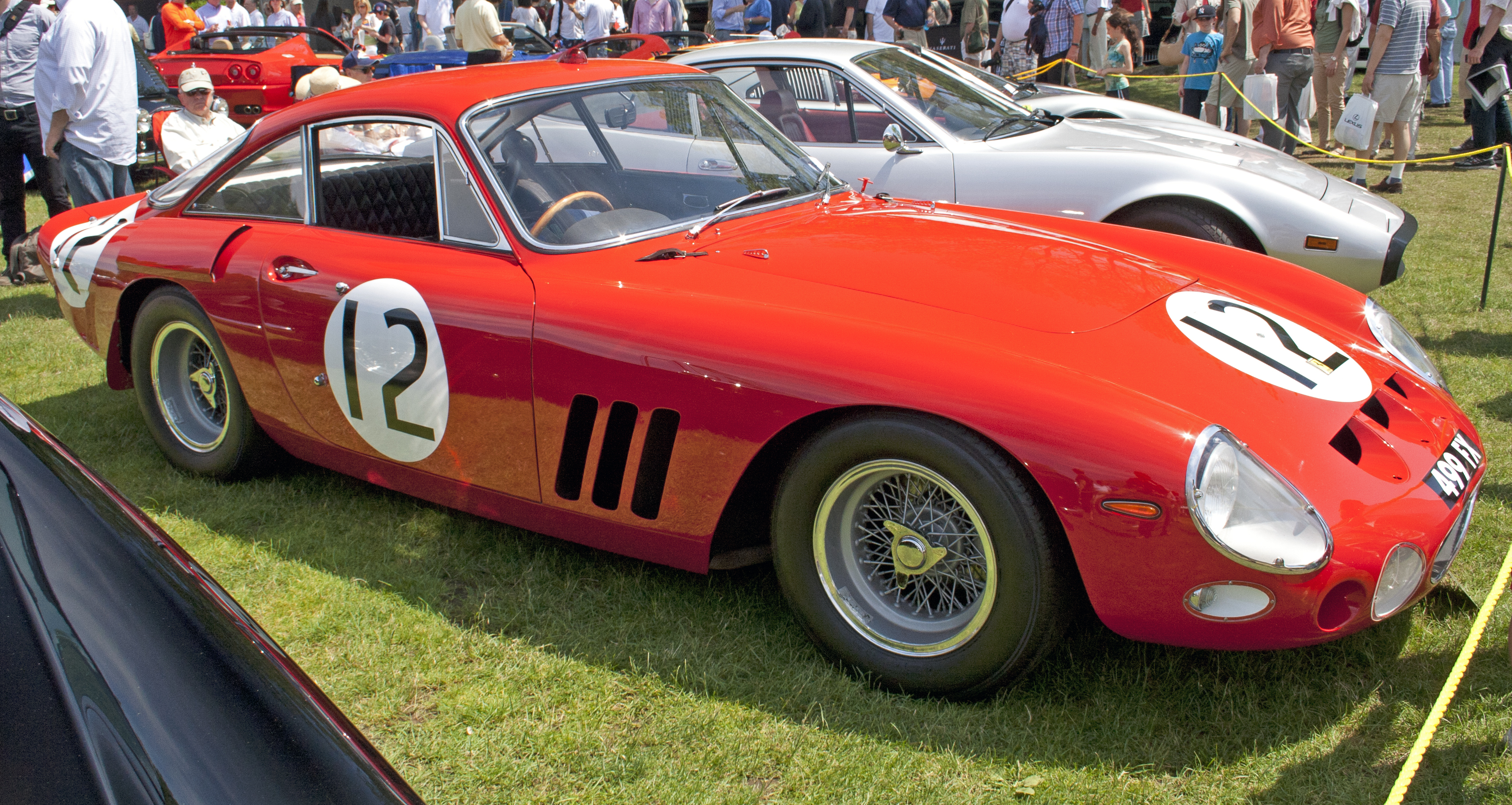
Ein 330LMB beim Greenwich Concours d’Elegance 2012

Der Ferrari 330LMB war ein Rennsportwagen, den die Scuderia Ferrari 1963 entwickelte und in Sportwagenrennen einsetzte.

## Hintergrund und Technik
Der 330LMB wurde im Frühjahr 1963 entwickelt. Die Basis für den Motor war der in den 1940er-Jahren von Aurelio Lampredi konstruierte Zwölfzylinder. 1963 entstand daraus ein Vierliter-SOHC-V12 (Bohrung × Hub 77 × 71 mm, Hubraum 3967 cm³) mit Einfachzündung und sechs Weber-42DCN-Vergasern. Der Grund für den Bau des Fahrzeugs war eine Reglementänderung des ACO für das 24-Stunden-Rennen von Le Mans 1963. Durch die Wiedereinführung der Prototypenklassen benötigte Ferrari ein 4-Liter-Auto, um in dieser Rennklasse Meldungen abgeben zu können.
Das Fahrgestell des 250 GTO wurde verlängert, um den größeren Motor unterbringen zu können. Die Frontpartie dieser Fahrzeuge glich der des 250 GTO, an Dach und Heck sahen sie dem Ferrari 250 Lusso ähnlich. Typisches Merkmal des 330 LMB waren zudem die auf die hinteren Kotflügel aufgesetzten Lufthutzen.

## Renngeschichte
Sein Renndebüt gab der 330LMB beim 12-Stunden-Rennen von Sebring 1963. Die Scuderia hatte einen Werkswagen – Fahrgestellnummer 4381SA – zum Sebring International Raceway gebracht und vertraute den Rennwagen den beiden Werksfahrern Mike Parkes und Lorenzo Bandini an. Das Rennen musste nach einem Defekt infolge eines Drehers vorzeitig beendet werden. Der Benzintank an der Unterseite des Wagens – am Steuer saß Mike Parkes – war so erheblich beschädigt worden, dass eine Reparatur in der Box nicht möglich war. Der Wagen wurde im Werk wieder instand gesetzt und an den belgischen Rennfahrer Pierre Noblet verkauft. Noblet bestritt mit seinem Teamkollegen Jean Guichet auf diesem Fahrgestell das 24-Stunden-Rennen von Le Mans 1963, das das Duo nach einem Schaden an der Ölpumpe nicht beenden konnte.
In Le Mans waren 1963 neben dem Wagen von Noblet zwei weitere 330LMB am Start. Fahrgestell 4453SA wurde an das North American Racing Team von Luigi Chinetti ausgeliefert. In Le Mans fuhren Dan Gurney und Jim Hall diesen Boliden. Auch dieses Fahrzeug kam nicht ins Ziel; Ausfall nach 126 gefahrenen Runden durch Getriebeschaden. Der dritte 330LMB  mit der Fahrgestell-Nummer 4725SA wurde vom britischen Ferrari-Importeur Ronnie Hoare und dessen Rennmannschaft Maranello Concessionaires gemeldet. Damit belegten Jack Sears und Mike Salmon Platz fünf im Gesamtklassement des 24-Stunden-Rennens von 1963 und gewannen die Klasse für GT-Fahrzeuge bis 4 Liter Hubraum.
Nach dem Rennen in Le Mans kamen die 330LMB nur mehr zu zwei weiteren Renneinsätzen. Lorenzo Bandini wurde mit Maranello-Concessionares-330 Achter bei der Guards Trophy in Brands Hatch und Dan Gurney wurde im N.A.R.T.-Wagen Dritter beim 500-km-Rennen von Bridgehampton.